# フランツ・バウアー

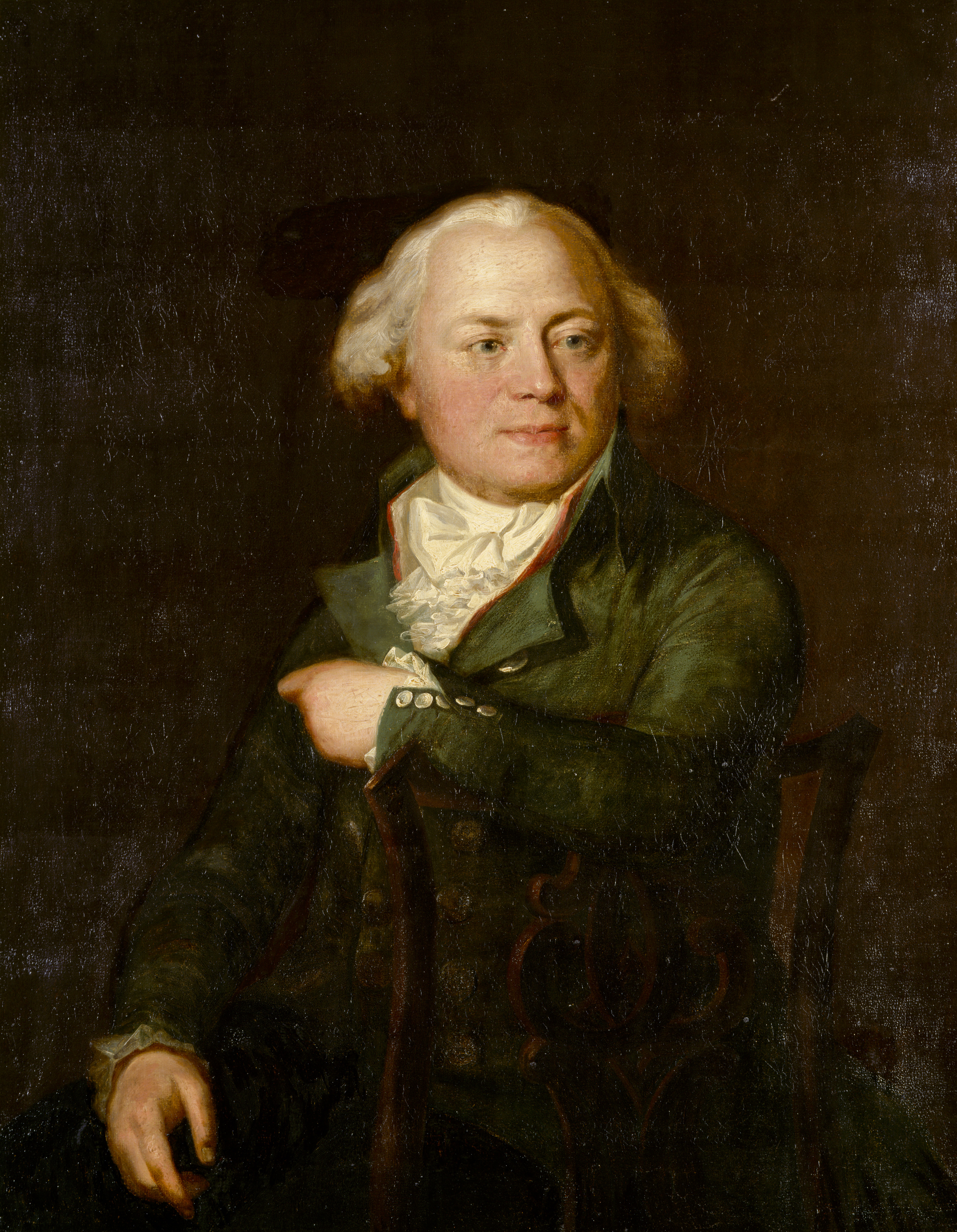
フランツ・バウアー

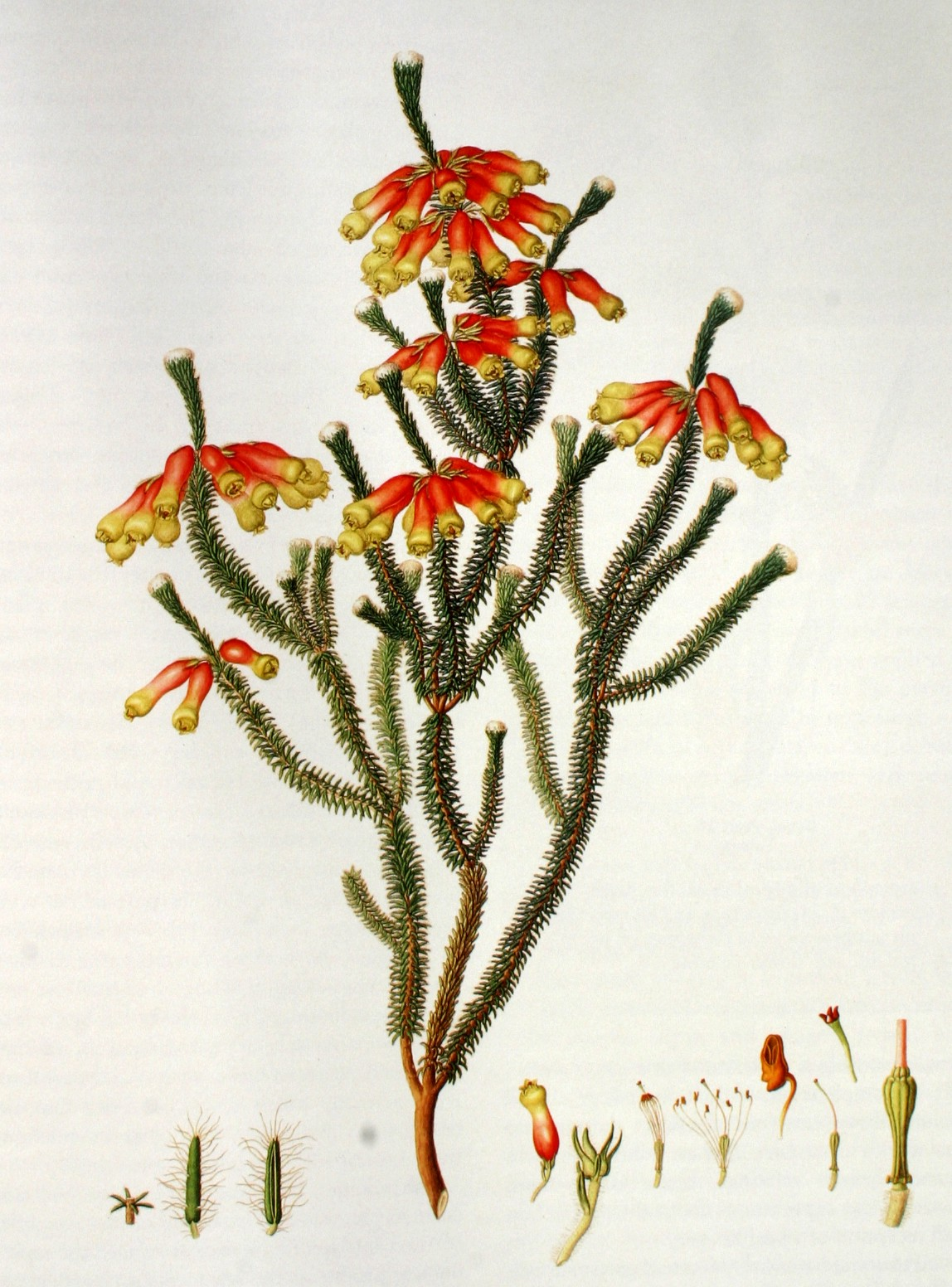
Delineations of Exotick Plantsの図版

フランツ・アンドレアス・バウアー（Franz Andreas Bauer、1758年10月4日 - 1840年12月11日）は、オーストリア生まれの植物画家である。

## 生涯
Feldsberg（現、ヴァルチツェ）で生まれた。父親は宮廷画家で、弟のフェルディナント・バウアーともに、ウィーンでニコラウス・フォン・ジャカンのもとで、植物学を学び、フェルディナントともに優れた植物画家となった。1788年に、イギリスに渡り、ジョセフ・バンクスに認められて、キュー・ガーデン（王立植物園）で画家、作図者の仕事を得た。精密な図で有名になり、しばらくの間、イギリス王室のエリザベス王女やシャーロット王妃の絵画の教師を務めた。微細な植物の構造を調べるのに、顕微鏡を用い、植物の病気の研究を行った。1802年に細胞核を発見したとされる。
フェルディナントとフランツ・バウアーの兄弟の功績を記念して、ウリ科の植物、Zehneria bauerianaやラン科の植物Galeandra baueriなどの学名に献名されている。

## フランツ・バウアーが図版作成に加わった植物書
- Delineations of Exotick Plants cultivated in the Royal Garden at Kew. Drawn and coloured and the Botanical characters displayed according to the Linnean System by Francis Bauer.  ウィリアム・エイトン（著）1796-83
- The Genera and Species of Orchidaceous Plants, illustrated by drawings on stone from the sketches of Francis Bauer、ジョン・リンドリー （著）London, Ridgways and Treuttel, Wurtz, 1830-1838.
- Genera filicum; or Illustrations of the ferns, and other allied genera; from the original coloured drawings of the late Francis Bauer; with additions and descriptive letterpress、ウィリアム・ジャクソン・フッカー（著）. London, H. G. Bohn, 1842.